# Панарија
Панарија је лековити извор изнад које је изграђена омања капела. Испред ње је језерце које ствара вода која извире из цркве. Црква је данас ограђена са малом оградом.
Налази се пар километара од Петровца на Млави. Могла би се убројати у најстарија култна места у Браничеву.

## Легенда
Иако су је сазидали Римљани, поред којег пролази и римски пут, извор се везује за легенду о страдању сестре Јелице. По предању, ту је пала „пара” коју јој је мајка ставила у руку, пре него што су је коњи усмртили, да плати прелаз из „овога” на „онај” свет. На месту, где је по легенди, пара испала из Јеличине руке, потекла је вода.